# 苏糖醇
苏糖醇（英語：Threitol）是一种四碳糖醇 ，分子式为C4H10O4。它主要作为合成其它化合物的中间体。
虽然苏糖醇的分子式中有两个手性碳原子，存在D/L对映异构体，且存在一种内消旋的非对映异构体赤藓醇。
苏糖醇在一种食用蕈类蜜環菌（Armillaria mellea）中天然存在，另外也和阿拉斯加的一个拟步行虫科物种（Upis ceramboides）的抗冻性有关。